# Riberhus
 For alternative betydninger, se Riberhus (flertydig). (Se også artikler, som begynder med Riberhus)
Riberhus er en 8 meter høj borgbanke omgivet af voldgrave umiddelbart nordvest for Ribe. Banken måler ca 90x90 m, mens voldgravene er ca. 30 m brede.
På banken stod et slot, der formentlig blev opført af kong Erik Klipping i 1260'erne. Slottet led hårdt under Svenskekrigene i 1600-tallet, hvor det blandt andet blev beskudt fra Borgertårnet, og forfaldt derefter, hvorefter stenene i løbet af 1700-tallet blev genbrugt til kirkereparationer og vejbyggeri i Ribe.
På borgbankens østlige hjørne findes i dag resterne af Skriverstuehusets kælder fra 1300-tallet. På det sydlige hjørne står en statue af Dronning Dagmar, udført af Anne Marie Carl-Nielsen og opstillet 24. august 1913.

## Historie
- Dronning Dagmar dør ifølge folkeviserne på slottet d. 24. maj 1212 [3].
- Slottet bliver for første gang benævnt Riberhus i 1319.
- I 1428 forsøger Erik af Pommern at forbedre slottets befæstning.
- Der foregik udvidelser og tilbygninger, sidste gang i 1500-tallet under Christian 3.
- Borgbanken blev undersøgt og restaureret af Nationalmuseet i 1940-1941. hvorved bl.a. den nordlige voldgrav atter blev udgravet.

## Lensmændpå Riberhus Slot efter Niels Terpagers fortegnelse[4]
- 1499-1537, Predbjørn Podebusk. Søn af Claus Podebusk. Første ægteskab med Vibeke Rosenkrands. Andet ægteskab med Anne Gyldenstjerne. Med i opstanden mod Kong Christian II i 1523
- 1537-1539, Johan Rantzau
- 1540-1542, Henrik Rantzau
- 1543-1550, Claus Sehested (død omkring 1567). Gift med Elisabeth Juul.
- 1550-1554, Jesper Krasze/Krasse
- 1554-1558, Peder Bild (en). Søn af Eske Bilde
- 1558-1559, Erik Rud, som var til stede under Christian den fjerde's dåb
- 1559-1565, Niels Lange (død 11. juni 1565[5]). Søn af Hans Lange
- 1565-1570, Axel Tønnesen Weffart
- 1570-1580, Erik Lykke. Gift med Kirsten Nielsdatter. Heksebrændingerne begyndte i 1572
- 1550-1594, Albert Friis.[6] Søn af Iver Friis og Sophie Glob. Gift med Fru Ingeborg Gyldenstjerne. De efterlod sig 6 døtre
- 1594-1597, Valdemar Parsberg. Gift med Fru Ida Lykke
- 1597-1601, Albert Friis for anden gang
- 1601-1639, Albert Scheel rådede over Riberhus fra 1601 til hans død her i 1639[7]
- 1639-1651, Gregers Krabbe (en) Det var i hans tid at Maren Splids blev brændt på bålet
- 1651-1655, Mogens Sehested (født 13. september 1598, død februar 1657) [8]
- 1655-1658, Otte Krag (sv) (født 5. september 1611, død 4. februar 1666) er den sidste lensmand, herefter overtager Grev Schack.

## Galleri
- Borgbanken set fra Borgertårnet
- Borgbanken set fra syd
- Der er adgang til borgbanken via en dæmning fra nord
- Slotsbankens indre
- Skriverstuehuset
- Statuen af Dagmar skuer fra banken ind over Ribe
- På bankens nordlige hjørne står et postament
- Kanalen over til Stampemølleåen

## Plantegning[9]
- Hovedbygningen stod indenfor den sydvestlige side. Resterne blev i 1803 brugt til anlæggelse af vejen til Ribe Plantage
- Overfor hovedbygningen stod en mindre bygning, der ligeledes blev brugt til vejen ud til Ribe Plantage.
- Dæmningen over voldgraven menes at have været samme sted, som i dag. Her byggede Ribe Turistforening i 1903 en bro over volden.
- Ved udgravninger i det østlige hjørne i 1792 fandtes to parallelle svære mure. Der menes at været en port her.
- I det sydlige hjørne lå et tårn, der kunne forsvare indsejlingen fra kanalen til voldgraven
- Overfor dæmningen til banken fandtes en større bygning, der menes at have været en form for borgestuehus